# Aedes sampi
Aedes sampi är en tvåvingeart som beskrevs av Huang 2004. Aedes sampi ingår i släktet Aedes och familjen stickmyggor.
Artens utbredningsområde är Kenya. Inga underarter finns listade i Catalogue of Life.